# Maestros de la costura
Maestros de la costura és un programa de televisió sobre moda que busca el millor modista amateur d'Espanya. És l'adaptació de l'espai de televisió britànic The Great British Sewing Bee. Televisió Espanyola produeix el programa amb col·laboració amb Shine Iberia (del grup Endemol Shine Iberia). Es va estrenar a La 1 el 12 de febrer de 2018. Aquest concurs de talents és conduït per Raquel Sánchez Silva i el jurat està format per tres dissenyadors espanyols de renom: Lorenzo Caprile, María Escoté i Alejandro Gómez Palomo.

## Origen
El programa neix de la voluntat de la productora Shine Iberia d'apropar la indústria tèxtil a les llars, donada la seva importància en l'economia espanyola. És a dir, el programa pretén donar el valor que es mereix al ofici de la costura.
Aquesta productora, encarregada d'un altre programa de La 1, MasterChef, es va proposar seguir una mecànica molt similar però en lloc d'aplicar-ho a l'àmbit culinari ho farà a l'àmbit de la moda i el disseny. Seguint doncs la dinàmica de MasterChef, el programa es desenvolupa de la següent manera:
Inicialment hi han dotze aspirants a modista que a contrarellotge hauran de superar obligatòriament a cada programa dos proves entorn a la costura. En el cas de no superar la segona prova, es veuran immersos en una tercera prova, la d'expulsió, i el/la que obtingui pitjor resultat en aquesta tercera prova abandonarà el programa i així successivament.
Curiosament en un principi, el nom del programa era «Cosido a mano» però després de diferents reunions es va modificar el nom definitivament per Maestros de la costura, amb el propòsit de fer el producte més comercial de cara al públic.

## Equip

### Presentadora
| Jurado               | Professió                 | Durada          | Edicions |
| -------------------- | ------------------------- | --------------- | -------- |
| Raquel Sánchez Silva | Presentadora de televisió | 2018-actualitat | 1, 2     |

### Jurat
Les actuacions dels concursants són valorades per un jurat professional compost habitualment per tres persones, que sovint es veu reforçat pels convidats del programa com Bibiana Fernández, Las Nancys Rubias, José Corbacho Nieto, Mónica Cruz, Custo Dalmau, Judit Mascó i Agatha Ruíz de la Prada entre d'altres.
| Jurat                  | Professió                   | Participació    | Edicions |
| ---------------------- | --------------------------- | --------------- | -------- |
| Lorenzo Caprile        | Dissenyador de moda         | 2018-actualitat | 1, 2     |
| María Escoté           | Dissenyadora de moda        | 2018-actualitat | 1, 2     |
| Alejandro Gómez Palomo | Dissenyador de moda         | 2018-actualitat | 1, 2     |
| Natalia Ferviú         | Estilista i editora de moda | 2019-actualitat | 2        |

## Maestros de la costura: Temporada 1 (2018)
Una de les condicions indispensables és la participació de gent amateur en el en el sector. És a dir, que no hagin treballat per a professionals del sector anteriorment, amb la finalitat de garantir la igualtat d'oportunitats entre els participants.

### Concursants
Alicia Cao 			23 ANYS / MADRID / MODEL / @AliciaCostura
Model i apasionada de la costura. És de Salamanca, tot i que s'ha criat a El Escorial. Als vuit anys va començar a fer punt de creu i als quinze va començar a utilitzar la màquina de cosir i no ha parat fins ara. Seguint els pasos de la seva parella es va mudar a Londres, i allà va confirmar la seva vocació per la costura. En la seva faceta de model ha treballat per importants firmes del sector tèxtil com Carolina Herrera o Pull&Bear.
Anna Acevedo 			21 ANYS / CÒRDOVA / ESTUDIANT DE MAGISTERI / @AnnaCostura
L'Anna és nerviosa, familiar i s'emociona fàcilment. A més, parla molt i molt ràpid. Estudia magisteri, però en realitat voldria ser dissenyadora de moda. Un desengany amoròs va fer que la costura es convertís en la seva vàlvula d'escapament i comencés a replantejar-se el seu futur. Té molt clars els seus objectius i la paraula que més utilitza és "aprendre".
Antonio Segura 			37 ANYS / ALMERIA / PROFESOR DE DIBUJO / @AntonioCostura
Té una relació d'amor-odi amb la costura. De petit no soportava que la seva mare estigués tot el dia amb la màquina de cosir, perque era temps que perdia qmb ella. Ara, però, no pot deixar anar la agulla. Es considera alegre, inquiet, molt sociable i reconeix que no li agrada estar sol. Cus per la seva dona, per la seva mare i pel seu fill. Assegura que s'ha convertit en l'assessor de moda de tota la seva família.
Eduardo Navarrete			23 ANYS / BARCELONA / ESTUDIANT DE DISSENY DE MODA / @EduardoCostura
D'Alacant però resident a Barcelona. Va decidir dedicar-se al món de la moda quan va comprendre que no podia ser vedet. Recentment titulat en disseny de moda. Totes les seves creacions tenen estampats que reprodueixen la seva cara. Per a fer les seves col·leccions s' inspira en artistes com David Bowie i Boy George. El seu punt fort és la seva infinita creativitat. Li agraden els volums i el seu patronatge el sembla “exquisit”. Perceb la moda com “un show” i sosté que la moda espanyola està obsoleta.
Jaime			32 AÑOS / VALENCIA / BORDADOR/ @JaimeCostura
Casat amb una metgessa, té un fill i un altre a punt de néixer. La seva família s'ha dedicat al brodat durant cinc generacions. Va començar enginyeria de camins perqué li van dir que no es dediqués a l'agulla, ja que era un ofici massa dur”, però finalment es va dedicar a la seva passió: brodar. És molt extravertit, segur de si mateix i una mica desordenat. Sovint dissenya vestits per a la seva dona i, per ell, es fa corbates per anar conjuntats.
Luisa Reyes			43 ANYS / JEREZ DE LA FRONTERA / MESTRESSA DE CASA / @LuisaCostura
De pare gitano, li agrada molt el cant i el ball flamenc. Casada des de fa divuit anys, té dues filles de les que està molt orgullosa perqué estudien molt. Imparteix classes de costura per a principiants a les veïnes del seu barri. Somia amb ensenyar els seus vestits de flamenca a la Pasarela Flamenca de Jerez, pero mai ha aconseguit reunir els cinc-cents euros que costa la inscripció.
Fátima “ Pa ” 49 ANYS / FERROL / MESTRESSA DE CASA / @PaCostura
De família de mariners (besneta, neta, filla i germana d'almiralls), dona d'un capità d'un navili i mare d'un futur mariner, ha viscut a tots els ports espanyols seguint al seu marit. Gràcies a la seva mare va aprendre a cosir, per fer amb uns metres de tela vestits de princesa, per ella i les seves quatre filles (té sis fills). Va estudiar publicitat, però mai va dedicar-s'hi per així, poder cuidar a la seva família.
Mahi Masegosa			 27 ANYS / GRANADA / TREBALLADORA EN UNA BENZINERA / @MahiCostura
Va estudiar disseny de moda però actualment treballa a la benzinera de la seva família. Li agrada vestir-se amb una estètica japonesa, amb perruca de colors i roba de vinil feta per ella, però assegura que no és cosplayer ni sap res de Manga. Ella se sent única i no vol fixar-se molt en els altres per “no contaminar la seva creativitat”. Es considera una noia “normal” y, algunes nits, somia que cus i dissenya peces de roba.
Sergio Rives i Vicente Rives			 31 ANYS / VALÈNCIA/ DEPENDENTS EN UNA BOTIGA DE ROBA / @SergioCostura @VicenteCostura
Son bessons, tenen trenta- un anys i venen de València. En Sergio i en Vicente treballen com dependents en una botiga i sempre han tingut interés pel món de la moda. A més, asseguren que no s'amaguen res l'un de l'altre i que fins i tot, comparteixen el mateix teléfon: "Tenim els mateixos amics i res a amagar".
Vanessa Silvano 37 ANYS / SANT SEBASTIÀ / PROFESSORA DE RELIGIÓ / @VanessaCostura
És professora de religió i ciències religioses. La Vanessa té 37 anys, és de Sant Sebastià i és autodidacta, tot el que sap actualment de costura ho va aprendre gràcies a Internet. Li encanta fer roba per als seus fills, en té quatre, i sempre té un somriure per als altres.
Shaoran Meléndez 27 ANYS / CÀDIZ / COORDINADOR DE SASTRERIA / @ShaoranCostura
Ve de Cadis, té trenta-dos anys i és coordinador en una sastreria. Shaoran és, en realitat, el seu nom artístic, i el va canviar perquè no suportava dir-se pel seu nom i li agradava el significat d'aquest : "petit llop ". Assegura que no té amics i el seu estil de vestir sol estar format per tres colors diferents.
| Concursants                           | Nom                  | Procedència | Edat                         | Ocupació                      |
| ------------------------------------- | -------------------- | ----------- | ---------------------------- | ----------------------------- |
| enllaç=\|vora\|20x20px Alicia Cao     | Madrid               | 23          | Model                        | Guanyadora                    |
| enllaç=\|vora\|20x20px Antonio Segura | Almeria              | 37          | Professor de dibuix          | Subcampió                     |
| Luisa Reyes                           | Jerez de la Frontera | 43          | Mestressa de casa            | Tercera finalista             |
| Eduardo Navarrete                     | Barcelona            | 23          | Estudiant de disseny de moda | 4ª expulsió / Quart finalista |
| Mahi Masegosa                         | Granada              | 27          | Treballadora d'una benzinera | 9ª expulsió                   |
| Jaime                                 | València             | 32          | Brodador                     | 8ª expulsió                   |
| Fátima “Pa”                           | Ferrol               | 49          | Mestressa de casa            | 7ª expulsió                   |
| Anna Acevedo                          | Còrdova              | 21          | Estudiant de Magisteri       | 6ª expulsió                   |
| Sergio Rives                          | València             | 31          | Dependent de tenda           | 5ª expulsió                   |
| Vicente Rives                         | València             | 31          | Dependent de tenda           | 3ª expulsió                   |
| Vanessa Silvano                       | Sant Sebastià        | 37          | Professora de Religió        | 2ª expulsió                   |
| Shaoran Meléndez                      | Càdiz                | 32          | Coordinador de sastrería     | 1ª expulsió                   |

### Estadístiques setmanals
| Gal·la 1 | Gal·la 1 | Gal·la 2  | Gal·la 3  | Gal·la 4 | Gal·la 5  | Gal·la 6 | Gal·la 7  | Gal·la 8  | Semifinal | Final     | Final     | Final     |            |
| -------- | -------- | --------- | --------- | -------- | --------- | -------- | --------- | --------- | --------- | --------- | --------- | --------- | ---------- |
| Alicia   | Entra    | Nominada  | Salvada   | Nominada | Nominada  | Preferit | Immune    | Salvada   | Salvada   | Nominada  | Finalista | Finalista | Guanyadora |
| Antonio  | Entra    | Preferit* | Nominat   | Nominat  | Salvat    | Nominat  | Nominat   | Preferit* | Preferit* | Preferit* | Nominat   | Finalista | Segon      |
| Luisa    | Entra    | Nominada  | Preferit* | Salvada  | Salvada   | Salvada  | Nominada  | Nominada  | Nominada  | Nominada  | Nominada  | Tercera   |            |
| Eduardo  | Entra    | Nominat   | Salvat    | Nominat  | Expulsat  | Repesca  | Salvat    | Nominat   | Nominat   | Salvat    | Nominat   | Quart     |            |
| Mahi     | Entra    | Nominada  | Nominada  | Nominada | Salvada   | Nominada | Nominada  | Salvada   | Salvat    | Expulsada |           |           |            |
| Jaime    | Entra    | Nominat   | Nominat   | Segó     | Preferit* | Nominat  | Salvat    | Salvat    | Expulsat  |           |           |           |            |
| Pa       | Entra    | Nominada  | Salvada   | Immune   | Nominada  | Salvada  | Salvada   | Expulsada |           |           |           |           |            |
| Anna     | Entra    | Nominada  | Nominada  | Salvada  | Salvada   | Salvada  | Expulsada |           |           |           |           |           |            |
| Sergio   | Entra    | Nominat   | Salvat    | Salvat   | Salvat    | Expulsat |           |           |           |           |           |           |            |
| Vicente  | Entra    | Nominat   | Nominat   | Expulsat |           |          |           |           |           |           |           |           |            |
| Vanessa  | Entra    | Nominada  | Expulsada |          |           |          |           |           |           |           |           |           |            |
| Shaoran  | Entra    | Expulsat  |           |          |           |          |           |           |           |           |           |           |            |

(º) Concursant que tenia el millor treball, però es va enfrontar a la prova d'expulsió.
(^) Concursant que tenia el millor treball, però es va enfrontar a la prova d'expulsió, el treball de la qual va ser considerat el "millor" de la prova d'expulsió.
(*) Concursant que tenia el millor treball, però es va enfrontar a la prova d'expulsió, sent "salvat" pel jurat al "últim moment".
Llegenda dels colors:
Concursant el treball del qual va ser considerat el millor de la prova inicial.
Concursant que tenia el millor treball i va aconseguir l'"agulla d'or", obtenint la immunitat.
Concursant salvat en la prova per equips i passa al següent programa.
Concursant nominat.
Concursant que va estar a punt de ser expulsat, però va ser "salvat" pel jurat al "últim moment".
Concursant el treball del qual va ser considerat el "millor" de la prova d'expulsió.
Concursant eliminat.
Abandó voluntari.
Concursant repescado.
Cambra classificada.
Tercer classificat.
Subcampió.
Guanyador.

## #Palmarès deMaestros de la costura
| Edició                                  | Data | Guanyador/a      | Subcampió/a    | Tercer/a Finalista |
| --------------------------------------- | ---- | ---------------- | -------------- | ------------------ |
| Maestros de la costura: Primera edició  | 2018 | Alicia Cao       | Antonio Segura | Luisa Reyes        |
| Maestros de la costura: Segona edició   | 2019 | Rosa Leon        |                |                    |
| Maestros de la costura: Tercera edició  | 2020 | Joshua Velazquez |                |                    |
| Maestros de la costura: Quarta edició   | 2021 | Ancor Montaner   | Lluis Mengual  |                    |
| Maestros de la costura: Cinquena edició | 2022 | Lluis Mengual    |                |                    |

### Audiències
| Edició                                 | Data | Cadena | Espectadors | Quota  | Gran Final         |
| -------------------------------------- | ---- | ------ | ----------- | ------ | ------------------ |
| Maestros de la costura: Primera edició | 2018 | La 1   | 1 886 000   | 13,7 % | 2 150 000 (16,6 %) |
| Maestros de la costura: Segona edició  | 2019 | La 1   |             |        |                    |